# 범어사 청풍당 아미타극락회상도
범어사 청풍당 아미타극락회상도(梵魚寺 淸風堂 阿彌陀極樂會上圖)는 부산광역시 금정구 범어사 청풍당에 있는 조선시대의 불화이다. 2003년 9월 16일 부산광역시의 문화재자료 제11호로 지정되었다.

## 개요
범어사 청풍당에 보존되어 있는 그림으로, 아미타불이 극락세계에서 설법하는 모습을 그린 아미타극락회상도이다.
이 아미타극락회상도는 비단 바탕에 전체적으로 주색을 바르고, 그 위에 백색선묘로 도상을 묘사하였다. 표현기법은 범어사아미타극락회상도(부산광역시 문화재자료 제10호)와 거의 동일하다. 다만 화면 윗부분 좌우의 사천왕상이 지물로 칼을 가지고 있으며, 아랫부분의 보살상 중 향좌측의 보살상은 연꽃봉오리, 향우측 보살상은 활짝 핀 연꽃을 각각 쥐고 있는 것만이 다를 뿐이다.
화면의 아랫부분 중앙에 있는 기록에 의하면 이 아미타극락회상도는 함풍 10년, 즉 조선 철종 11년(1860)에 조성된 것임을 알 수 있다.
범어사 청풍당 아미타극락회상도는 19세기 각 도상들의 흐름을 연결하는 작품으로 인정될 뿐 아니라, 조선후기 불교미술 연구에 중요한 자료로 평가된다.

## 참고 자료
- 범어사청풍당아미타극락회상도 - 국가유산청 국가유산포털